# 井上増吉
井上 増吉（いのうえ ますきち、1914年〈大正3年〉8月21日 - 2010年〈平成22年〉10月24日）は、昭和から平成時代の政治家。兵庫県小野市長。

## 経歴
兵庫県小野市出身。旧制小野中学校（現在の兵庫県立小野高等学校）を卒業。1939年（昭和14年）日本大学商経学部経済科卒業。同年日本放送協会に入った。その後、1946年（昭和21年）、山陽利器に入社した。さらに、1951年（昭和26年）、小野町立病院に入った。そして、1952年（昭和27年）明石市役所に奉職し収入役を務めた。

### 1976年小野市長選挙
1976年（昭和51年）の小野市長選挙に立候補して、保守・革新双方の推薦を得て、共産党が支持する新人を破って初当選を果たした。
※当日有権者数：-人 最終投票率：-%（前回比：-pts）
| 候補者名 | 年齢 | 所属党派 | 新旧別 | 得票数   | 得票率 | 推薦・支持 |
| -------- | ---- | -------- | ------ | -------- | ------ | ---------- |
| 井上増吉 | 62   | 無所属   | 新     | 11,501票 | 54.8%  | -          |
| 田上開治 | 72   | 無所属   | 新     | 9,471票  | 45.2%  | 共産支持   |

10月31日に市長に就任した。

### 1980年小野市長選挙
1980年（昭和55年）の選挙では背任罪で上告中の前職の林幸雄を破って再選を果たした。
※当日有権者数：-人 最終投票率：-%（前回比：-pts）
| 候補者名 | 年齢 | 所属党派 | 新旧別 | 得票数   | 得票率 | 推薦・支持 |
| -------- | ---- | -------- | ------ | -------- | ------ | ---------- |
| 井上増吉 | 66   | 無所属   | 現     | 13,215票 | 63.1%  | -          |
| 林幸雄   | 54   | 無所属   | 元     | 7,741票  | 36.9%  | -          |

1984年（昭和59年）の選挙では、告示日当日の夕方に立候補を決めた元職を破って3選を果たした。1988年（昭和63年）引退した。
陸上界でも活躍し、兵庫陸上競技協会長を務めた。

## 栄典
勲章等
- 1989年（平成元年） - 勲四等瑞宝章[1]